# Філіпешть (комуна)
Філіпешть, Філіпешті (рум. Filipești) — комуна у повіті Бакеу в Румунії. До складу комуни входять такі села (дані про населення за 2002 рік):
- Боанца (181 особа)
- Галбень (950 осіб)
- Кирліджі (1152 особи)
- Корнешть (184 особи)
- Коту-Гросулуй (53 особи)
- Онішкань (502 особи)
- Філіпешть (975 осіб)
- Хирлешть (719 осіб)

Комуна розташована на відстані 263 км на північ від Бухареста, 19 км на північ від Бакеу, 70 км на південний захід від Ясс.

## Населення
За даними перепису населення 2002 року у комуні проживали 4716 осіб.
Національний склад населення комуни:
| Національність | Кількість осіб | Відсоток |
| -------------- | -------------- | -------- |
| румуни         | 4686           | 99,4%    |
| цигани         | 26             | 0,6%     |
| турки          | 2              | < 0,1%   |
| угорці         | 1              | < 0,1%   |
| німці          | 1              | < 0,1%   |

Рідною мовою назвали:
| Мова      | Кількість осіб | Відсоток |
| --------- | -------------- | -------- |
| румунську | 4714           | > 99,9%  |
| угорську  | 1              | < 0,1%   |
| німецьку  | 1              | < 0,1%   |

Склад населення комуни за віросповіданням:
| Релігія       | Кількість осіб | Відсоток |
| ------------- | -------------- | -------- |
| православні   | 4670           | 99,0%    |
| п'ятдесятники | 24             | 0,5%     |
| римо-католики | 14             | 0,3%     |
| мусульмани    | 3              | 0,1%     |
| баптисти      | 2              | < 0,1%   |
| реформати     | 1              | < 0,1%   |
| адвентисти    | 1              | < 0,1%   |